# Нарушево (гміна)
Гміна Нарушево (пол. Gmina Naruszewo) — сільська гміна у центральній Польщі. Належить до Плонського повіту Мазовецького воєводства.
Станом на 31 грудня 2011 у гміні проживало 6620 осіб.

## Площа
Згідно з даними за 2007 рік площа гміни становила 159.55 км², у тому числі:
- орні землі: 77.00%
- ліси: 17.00%

Таким чином, площа гміни становить 11.53% площі повіту.

## Населення
Станом на 31 грудня 2011:
| Опис     | Загалом | Загалом | Чоловіки | Чоловіки | Жінки | Жінки |
| -------- | ------- | ------- | -------- | -------- | ----- | ----- |
| одиниця  | осіб    | %       | осіб     | %        | осіб  | %     |
| все      | 6620    | 100     | 3349     | 50.59    | 3271  | 49.41 |
| міське   | 0       | 100     | 0        |          | 0     |       |
| сільське | 6620    | 100     | 3349     | 50.59    | 3271  | 49.41 |

## Сусідні гміни
Гміна Нарушево межує з такими гмінами: Бульково, Вишоґруд, Дзежонжня, Залуський, Мала Весь, Плонськ, Червінськ-над-Віслою.